# Les Pianos du paradis
Singles de Mireille Mathieu
Par hasard
(1979) Mamy Oh Mamy (Pleure tout doux)
(1980)
Les Pianos du paradis est une chanson de la chanteuse française Mireille Mathieu sortie en France en 1980 chez Philips. La chanson fut également enregistrée 4 ans auparavant par le chanteur Jean Miguel. Cette chanson se retrouve pour la première fois en CD sur la compilation sortie en 2014, Une vie d'amour.
La face B du disque, De rêve en rêverie, est la version française d'une chanson de Barbra Streisand, Evergreen. 